# Roger K. Crouch
Roger Keith Crouch (* 12. září 1940 Jamestown, stát Tennessee, Spojené státy americké) je vědec, dlouholetý zaměstnanec NASA, americký astronaut, který v roce 1997 dvakrát letěl do vesmíru raketoplánem. Na oběžné dráze Země strávil téměř 20 dní a je registrován jako 356. člověk ve vesmíru.

## Životopis
Absolvoval vysokoškolská studia v oboru fyziky na Tennessee Polytechnic Inst. a Virginia Polytechnic Inst. zakončená v roce 1971 získáním titulu PhD. Bylo mu tehdy 30 let. Souběžně se studiemi byl zaměstnán v období let 1962 až 1985 v Laglez Research Center, které patří pod NASA. Ve vědecké funkci u NASA zůstal i poté, když se roku 1985 stav vedoucím střediska Headquarters, Microgravity Space Applications Div., ve Washingtonu.
U NASA byl mezi astronauty registrován od 11. ledna 1989 do 30. ledna 1992 a po čtyřleté pauze v období 29. ledna 1996 až 17. července 1997.
Se svou, ženou Anne (za svobodna Novotny) mají tři děti – Melanii (* 1968), Kewina (* 1971) a Kenyon (* 1974).

## Lety do vesmíru
Na první vesmírnou misi se dostal ve svých 54 letech v roce 1997. Měla označení STS-83 a byla dodatečně po svém startu z kosmodromu Mysu Canaveral na Floridě katalogizována v COSPAR jako 1997-013A. Na palubě raketoplánu Columbia byla sedmičlenná posádka. Protože se krátce po dosažení orbitální dráhy začaly objevovat vážné závady palivových článků, byl let předčasně ukončen přistáním na kalifornské základně Edwards (Mohavská poušť).
Za pouhé tři měsíce byla mise zopakována se stejným raketoplánem, posádkou, místem startu. Přistáli tentokrát na mysu Canaveral a v COSPAR získali označení 1997-032A. Program se tentokráte podařilo splnit. Sebou měli na palubě laboratoř Spacelab.

### Lety v kostce
- STS-83 raketoplán Columbia, start 4. dubna 1997, přistání 8. dubna 1997
- STS-94 raketoplán Columbia, start 1. července 1997, přistání 17. července 1997